# Zbigniew Sykulski
Zbigniew Sykulski (ur. 15 czerwca 1961 w Warszawie) – polski przedsiębiorca, wydawca i judoka.

## Życiorys
W 1987 roku skończył wydział MEiL na Politechnice Warszawskiej z tytułem mgr inż. mechanik, konstruktor silników lotniczych. W 1989 roku przystąpił jako udziałowiec do spółki Kant założonej uprzednio przez Grzegorza Lindenberga, Mieczysława Prószyńskiego i Tadeusza Winkowskiego, spółka działała później pod firmą Kant Imm Sp. z o.o. Firma ta wydawała „Nową Fantastykę” oraz reprinty serii komiksów „Tytus, Romek i A’Tomek”, a także działała jako pierwsze w Polsce  niebankowe biuro maklerskie. W 1990 r. Zbigniew Sykulski razem z Mieczysławem Prószyńskim, Tadeuszem Winkowskim oraz Jackiem Herman-Iżyckim  założyli wydawnictwo Prószyński i S-ka, które przejęło całą działalność wydawniczą ze spółki Kant Imm, która skoncentrowała się na pośredniczeniu  w obrocie papierami wartościowymi i była jednym z pierwszych biur maklerskich działającej na Giełdzie Papierów Wartościowych w Warszawie. Zbigniew Sykulski był prezesem zarządu Kant Imm w latach 1990-1997. Firma została w 1997 roku sprzedana Bankowi Gospodarstwa Krajowego.
Sykulski był jednocześnie wiceprezesem Zarządu Prószyński i S-ka od powstania firmy w 1990  do 2002, w którym to roku większość tytułów prasowych została sprzedana Agorze. Opiekował się bezpośrednio jako wydawca tytułami: „Cztery Kąty”,  „Kuchnia –magazyn dla smakoszy”, „Lubię gotować”,  „Ładny Dom” i „Moto Magazyn”. W 1992 r. Sykulski uruchomił wysyłkową sprzedaż książek pod nazwą Księgarnia Krajowa, zamieszczając reklamy – kupony zamówień w „Poradniku Domowym”. W 1993 r. Księgarnia Krajowa zmieniła się w Klub Książki Księgarni Krajowej który był prowadzony dalej przez Prószyński i S-ka.
W 1997 roku Zbigniew Sykulski założył spółkę Merlin.pl, która to w kwietniu 1999 r. uruchomiła pierwszy polski sklep internetowy, w którym klient mógł złożyć zamówienie na wybrany towar tylko za pomocą komputera bez konieczności innego kontaktu ze sprzedawcą. Był prezesem Merlina od jego powstania aż do 2006 roku. Potem pełnił funkcję przewodniczącego Rady Nadzorczej Merlina  do momentu sprzedaży firmy w 2013 roku.
Zbigniew Sykulski od 1972 roku trenował judo dochodząc do stopnia mistrzowskiego 2 dan. Ma  uprawnienia instruktora judo. W 2000 roku współredagował i wydał książkę mistrza olimpijskiego Pawła Nastuli Moje judo. Rekreacyjnie nurkuje i jeździ na snowboardzie.
Żonaty od 1982 roku z Magdaleną, ma dwóch synów Macieja i Piotra.